# Il castello di Elsinore
Il castello di Elsinore è una rivista italiana di studi teatrali, diretta da Roberto Alonge e Franco Perrelli.

## Storia
La rivista è stata fondata nel 1988 da Roberto Alonge, Umberto Artioli, Siro Ferrone, Silvana Sinisi, Roberto Tessari, Claudio Vicentini.
Inizialmente pubblicata da Rosenberg & Sellier (1988-1996), la rivista è uscita presso Costa & Nolan (1996-2001), le edizioni del DAMS dell'Università degli Studi di Torino (2001-2004) e Carocci (2004-2008). Dal 2008 la rivista è pubblicata, in due uscite a dicembre e giugno di ogni anno, dalle Edizioni di Pagina di Bari.
La rivista è articolata in tre sezioni: la prima, intitolata Saggi, comprende studi critici su personaggi e opere della storia del teatro e dello spettacolo; la seconda, Materiali, raccoglie e cura documenti, lettere e riflessioni di poetica; la terza, Libri (o Polemiche), recensisce e analizza gli avvenimenti più significativi della stagione teatrale italiana e straniera. I temi di cui la rivista si occupa sono svariati e attraversano l’intera storia del teatro europeo, dal teatro greco alla Commedia dell’Arte, dal teatro rinascimentale italiano al teatro nordico di Ibsen e Strindberg, dal simbolismo europeo a Pirandello.
Dal 2019 la rivista si è dotata di un sito web open-access che raccoglie, in modalità aperta, i contributi pubblicati a partire dal 2008.